# Juliana Boller
Juliana Boller (Petrópolis, 4 de novembro de 1986) é uma atriz brasileira.

## Carreira
Estreou em 2006, na série jovem Malhação, no papel de Marina. Logo após, fez uma participação na novela Beleza Pura. Em 2009, interpretou a sonhadora Aninha na novela das 6, Paraíso.

## Filmografia
| Ano  | Nome              | Personagem               | Observações                     |
| ---- | ----------------- | ------------------------ | ------------------------------- |
| 2006 | Malhação          | Marina Vilela            |                                 |
| 2008 | Beleza Pura       | (Claudinha, 3 capítulos) |                                 |
| 2009 | Paraíso           | Ana Célia Aires (Aninha) |                                 |
| 2010 | Tempos Modernos   | Larissa                  | Participação no último capítulo |
| 2011 | Divã              | Maria Eugênia (jovem)    |                                 |
| 2012 | Morando Sozinho   | Luana                    |                                 |
| 2013 | José do Egito     | Mara                     | [ 3 ]                           |
| 2014 | Império           | Bianca Bolgari           | [ 4 ]                           |
| 2016 | A Terra Prometida | Chaia                    | [ 5 ] [ 6 ] [ 7 ]               |
| 2018 | Conselho Tutelar  | Larissa                  | [ 8 ]                           |
| 2018 | Jesus             | Cassandra (jovem)        | Participação especial           |
| 2019 | Jezabel           | Hannah                   | [ 10 ]                          |
| 2021 | Gênesis           | Eva                      | Fase: Jardim do Éden            |
| 2022 | Reis              | Zeruia                   | Temporadas 4-6                  |

## Teatro
| Ano  | Título                        | Personagem |
| ---- | ----------------------------- | ---------- |
| 2015 | Vanya e Sonia e Masha e Spike | Nina       |
| 2017 | Doce Pássaro da Juventude     | Celeste    |

## Prêmios e indicações
| Ano  | Prêmios       | Categoria                          | Trabalho | Resultado |
| ---- | ------------- | ---------------------------------- | -------- | --------- |
| 2021 | Prêmios Produ | Melhor Atriz Principal: Telenovela | Gênesis  | Pendente  |